# Пентаплатиналантан
Пентаплатиналантан — бинарное неорганическое соединение
платины и лантана
с формулой LaPt5,
кристаллы.

## Получение
- Сплавление стехиометрических количеств чистых веществ:

{\displaystyle {\mathsf {5Pt+La\ {\xrightarrow {1820^{o}C}}\ LaPt_{5}}}}

## Физические свойства
Пентаплатиналантан образует кристаллы
гексагональной сингонии,
пространственная группа P 6/mmm,
параметры ячейки a = 0,5386 нм, c = 0,4378 нм, Z = 1,
структура типа пентамедькальция CaCu5
.
Соединение конгруэнтно плавится при температуре 2167°С 
или образуется по перитектической реакции при температуре ≈1820°C .